# Moralesia arundinis
Moralesia arundinis är en svampart som beskrevs av Urries 1956. Moralesia arundinis ingår i släktet Moralesia, divisionen sporsäcksvampar och riket svampar.   Inga underarter finns listade i Catalogue of Life.